# Õ
Õ, õ (O с тильдой) — буква расширенной латиницы. Используется в водском, ливском, эстонском языках и близком ему языке выру. Кроме того, используется в португальском и вьетнамском, хотя отдельной буквой не считается.

## Использование

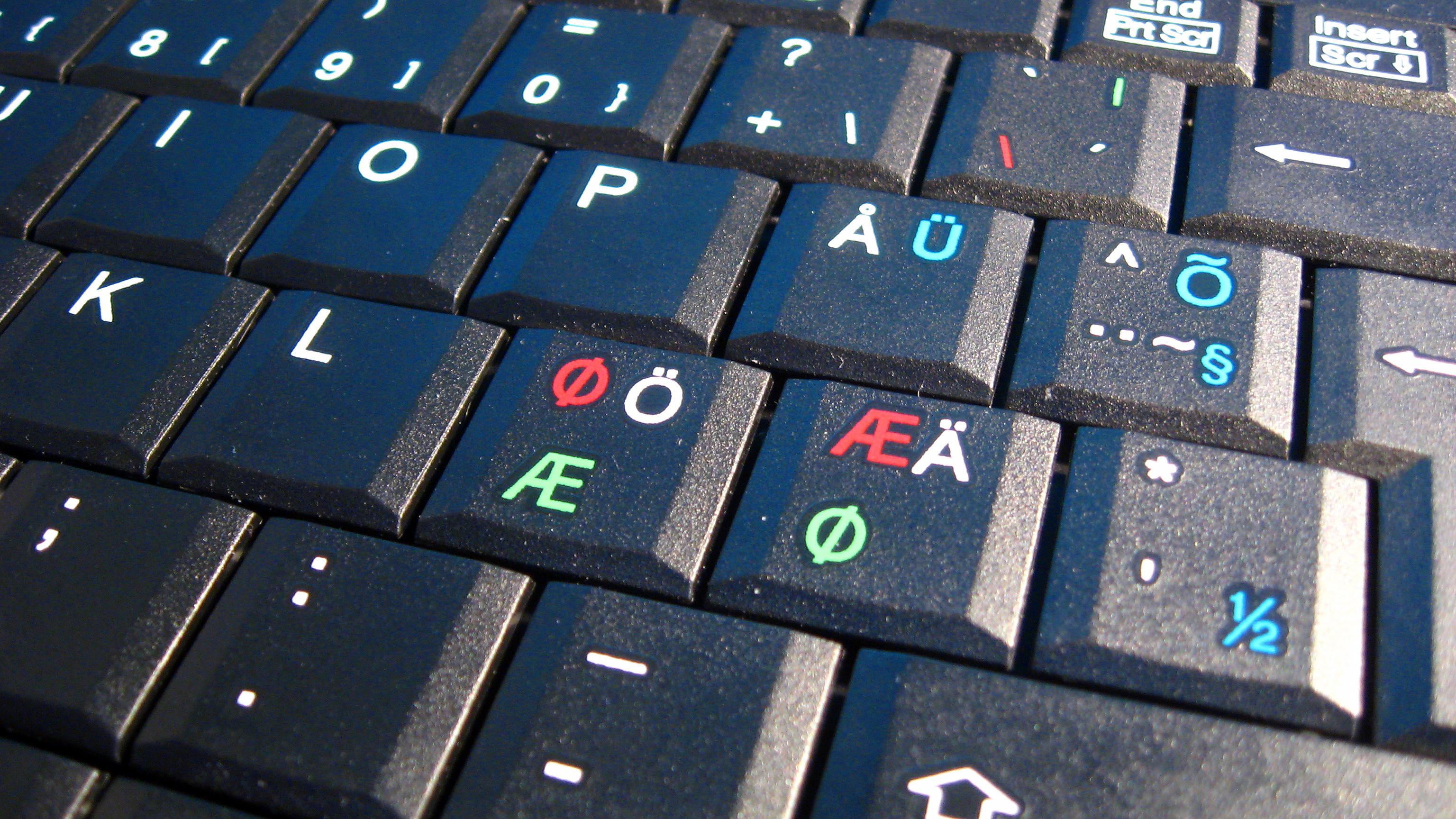
Клавиатура ноутбука со скандинавскими символами

### Эстонский язык и выру
В эстонском языке и языке выру Õ — 27-я буква алфавита, которая при этом стоит в алфавите после латинских, но перед «немецкими» умлаутированными. Обозначает звук [ɤ], воспринимаемый на слух как нечто среднее между «о» и «ы». В практической транскрипции на русский язык для передачи этого звука используется буква «ы»: Kõver — Кывер, Võru — город Выру, и т. д..
До начала XIX века для записи этого звука использовалась буква Ö. Около 1820 г. õ для записи эстонской речи стал использовать Отто Мазинг.
В настоящее время в неформальных записях, а также в электронных сообщениях при использовании неэстонских раскладок клавиатуры, в которых отсутствует эта буква, вместо Õ некоторые пользователи используют букву O или цифру 6, сочетание O с тильдой (O~) или скандинавскую букву Ø.

### Вьетнамский язык
Буква Õ обозначает звук [ɔ] с нисходяще-восходящим тоном.

### Португальский язык
В португальском языке Õ появилась для записи нового носового звука «о», возникшего в результате назализации позднелатинских сочетаний на -on. Наиболее широко встречается при записи носового дифтонга õe, например, в слове Camões (Камоэнс) или сочетании Refrigerações e instalações — «холодильники и прочие установки», где окончание множественного числа -ções чередуется с единственным числом на -ção. Сродни ему упрощённое испанское: -ción и -ciones.